# Des bruits dans la tête
Des bruits dans la tête est un roman slovène de Drago Jančar (1998), publié par les éditions Passage du Nord-Ouest (Albi) en 2011.

## Composition
Le texte comporte 106 chapitres sans intitulé. Dans le prologue de six pages et l'épilogue de deux pages, le rédacteur se déclare simple rapporteur de la narration du personnage principal, Kéber, sans doute recueillie dans une prison en août 1975, avant publication vingt ans plus tard dans les années 1995, avec simple ajout de citations du livre de Flavius Josèphe.
Le conteur, témoin et en même temps participant au fameux soulèvement d'une prison du Sud, avait fait de moi son Flavius Josèphe. Il connaissait la Guerre des Juifs de ce dernier et il était convaincu que, "vus objectivement et rétrospectivement", ces événements, la révolte des Juifs et le siège de Massada, n'auraient pas eu d'existence s'il n'y avait pas eu Flavius Josèphe pour décrire en détail non seulement les événements mais parfois aussi les rêves des participants des deux bords (p. 7).
Cette hyène avait marché dans le sirop qu'elle avait renversé et ses semelles collantes avaient piétiné Flavius Josèphe que j'avais emporté sur les bateaux et dans les hôtels, dans les logements minables et des casernes et auquel il n'était jamais rien arrivé. [...] Il avait piétiné le drôle de livre sur le drôle de guerre lointaine dont je n'avais pas saisi le sens et que je ne pouvais pas cesser de lire (p. 102).

## Trame narrative
L'action se déroule dans la prison de Livada, actuellement en Macédoine du Nord. La municipalité de Struga, sur le Drin noir, près du lac d'Ohrid, à la frontière albanaise, a un passé lourd : Frères Miladinov, Insurrection d'Ilinden (1903), Massacre de Radolišta (de) (octobre 1944, Radolichta).
Les motifs d'emprisonnement sont précisés seulement pour deux personnages secondaires.
Les détenus ont obtenu de suivre en direct un match de basket, la finale opposant la Yougoslavie et les États-Unis, sous la surveillance de trois gardiens. La salle de télévision contient environ cent détenus. Une responsabilité relative appartient à Keber, seul capable de calmer ces hommes. mais devant les provocations répétées d'Albert, Keber, qui ne supporte ni les gestes inconvenants (obscènes) ni le frottement de métaux (couvert sur assiette, par exemple, ou ouverture de boîte de conserve) pète les plombs. C'est comme ça que commencent la révolte de Massada et cette autre révolte des sans -droits : destructions, incendies.
Cinquante ou soixante prisonniers s'évadent, la troupe des bisons. Restent environ 450  détenus, libérés, encerclés par les bleus et les chiens, puis par policiers, armée, réservistes : On a marché dans Livada assiégée et fracassée (p. 46). dedans, une sorte de maudite solidarité, une énergie libérée. Un comité révolutionnaire s'institue, pour éliminer le chaos : barricades, armement, notre ordre et le leur. Les revendications sont : amnistie, autogestion, sécurité au travail, droits de visite, hygiène, et surtout pour Keber rejouer le match en direct. Appel à reddition immédiate sans condition, dernière négociation, attente d'assaut, hélicoptère, télévision...
L'autogestion, c'est l'ordre Mrak-Meznar : administration, police, justice, prison, travail obligatoire...
Keber connaît la prison depuis l'âge de sept ans. En 1945, son père, avec mère, et sœur, dans un train (forteresse roulante) qui traverse une Europe en ruines, apporte une participation des mineurs de Lorraine : Les mineurs avaient collecté de l'argent pour le haut fourneau que construisait la patrie socialiste (p. 119) : le grand conte de fées. [...] On nous a collés dans des baraques entourées de barbelés (p. 120). Depuis, Keber entend ou craint d'entendre le moindre bruit de grignotage (cafard, lézard...) : des bruits dans la tête.

## Personnages
- Keber, bientôt quarante ans au moment des faits, vieux nigaud, manœuvre dans la marine (Odessa), légionnaire (Marseille), mercenaire (Saint-Domingue, Le Golfe, Vietnam, Iron Franz), détenu, narrateur-conteur-récitant,
- Johan, compagnon de Keber, détenu,
- Le Vieux, comme on appelle en fait tous les directeurs bienveillants de colonies, d'administrations, de petits États comme ce pénitencier du Sud,
- Albert, le petit gardien, obsédé de sexe et de matraque, gros pourceau, et son pendant, le gros Dolenc,
- Tersic, le psychologue de la prison,
- Alojz Mrak, Lojzek, Virman, PetitVirman, un Sage, détenu, bibliothécaire, le futur chef, dictateur, tyran (p. 47),
- Meznar, Dégage Meznar, détenu,
- Barbier, Glaçon, détenu, coiffeur-barbier, tueur de juges de sang-froid,
- le vieux, directeur d'école pédophile, mouchard sous l'ancien régime,
- Ban, Pepo (Joze Valant,), Sipac, Museau (Franjo Podkubovsek), Mitrovic, Mitke (l'ingénieur) : autres détenus nommés,
- divers anonymes,
- un inspecteur des prisons, maladroit,
- une équipe de radio-télévision,
- Leonca, serveuse de bar, amie (jalouse) de Keber, qui lui a fait visiter les ruines de Massada,
- Massa et sa mère Katarina, prostituées (de survie, pour des conserves) d'Odessa, avec qui a vécu Keber,.

## Éditions
- Éditions Passage du Nord-Ouest, 2011, 256 pages  (ISBN 978-2-7529-0969-5)

## Réception
Les rares recensions francophones sont bonnes,.